# Casa Belcredi
Casa Belcredi è un palazzo di Pavia, in Lombardia.

## Storia e descrizione
Il palazzo era di proprietà della famiglia aristocratica dei Belcredi, che già dal XII secolo erano proprietari di numerosi beni e feudi nel contado della città e in particolare nell'Oltrepò. I Belcredi, dotati di domini feudali nell'Oltrepò fin dal XIII secolo, ebbero dal duca di Milano il feudo e il castello di Montalto nel 1470 che nel 1680 venne eretto a marchesato. Nel 1689 il giureconsulto Barnaba Belcredi ebbe l'investitura feudale di San Varese con Cassina Tentori.Il ramo principale dei Belcredi si estinse nel 1853. In origine il complesso era molto vasto, dato che a nord si affacciava su via Teodolinda, a ovest su via Frank, mentre a sud arrivava fino a via Cardano. Verso la fine del Quattrocento una parte degli immobili erano di proprietà di Stefano da Bascapè e di Bergonzo Botta, ma furono riacquistati da Antonio Belcredi nel 1534. L'edificio conserva molte tracce di età romanica, come le monofore e i portali a tutto sesto presenti sulla facciata, e la torre (XII secolo), abbassata in epoca moderna, posta all'angolo tra via Frank e via Cardano. La struttura subì pesanti rimaneggiamenti nel XV secolo, osservabili anche nel portone d'ingresso a sesto acuto su via Frank, tardogotico e decorato con tralci di vite e rami di quercia in cotto, sotto il quale si trovano arcate a doppia ghiera precedenti e del Cinquecento, epoca alla quale risalgono i portici del cortile. Dal 1580, e fino alla seconda metà del Settecento, il palazzo ospitò l'accademia letteraria degli Affidati, e fu dotato di uno scalone barocco e di un grande portale su via Teodolinda.

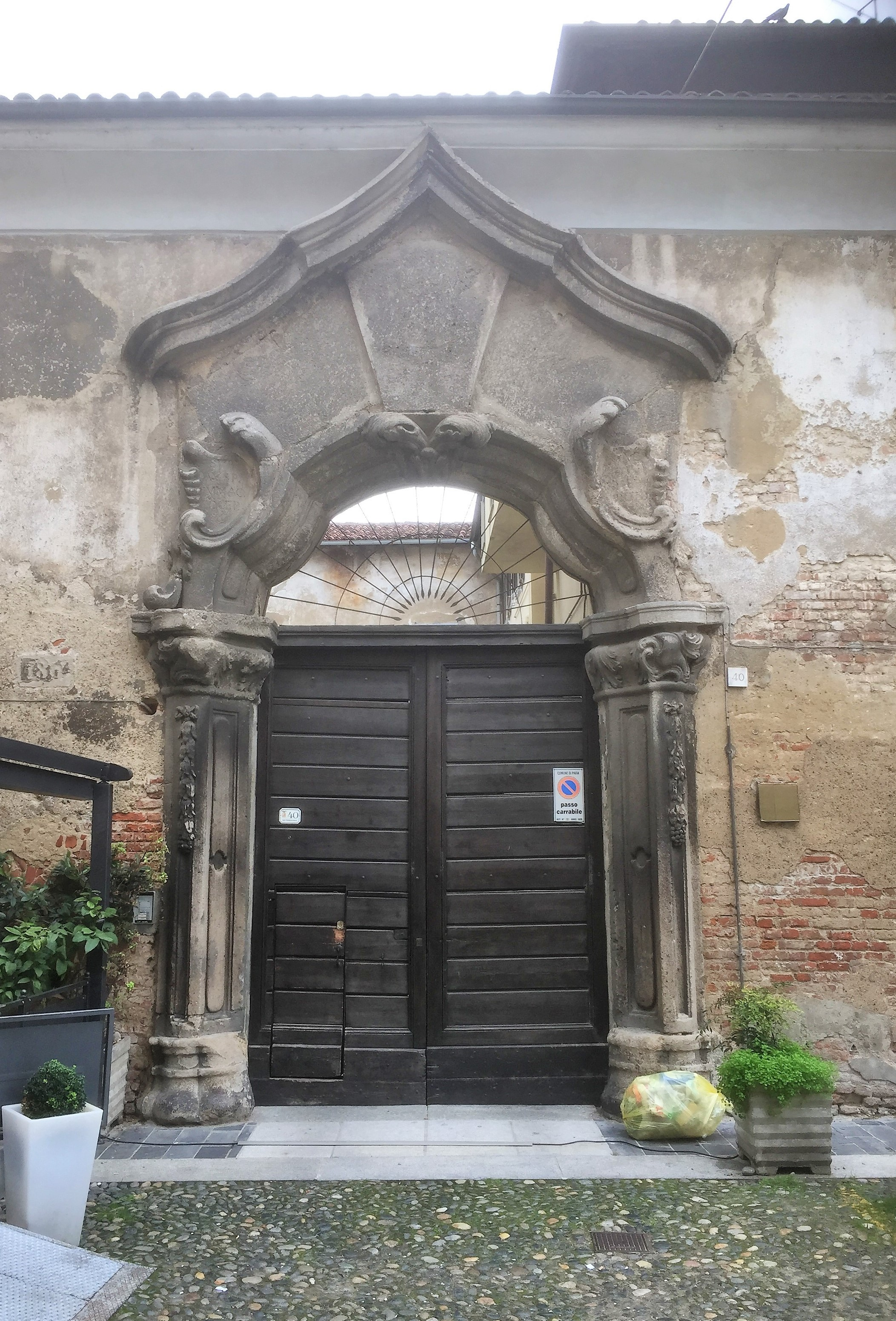
Il portale barocco su via Teodolinda
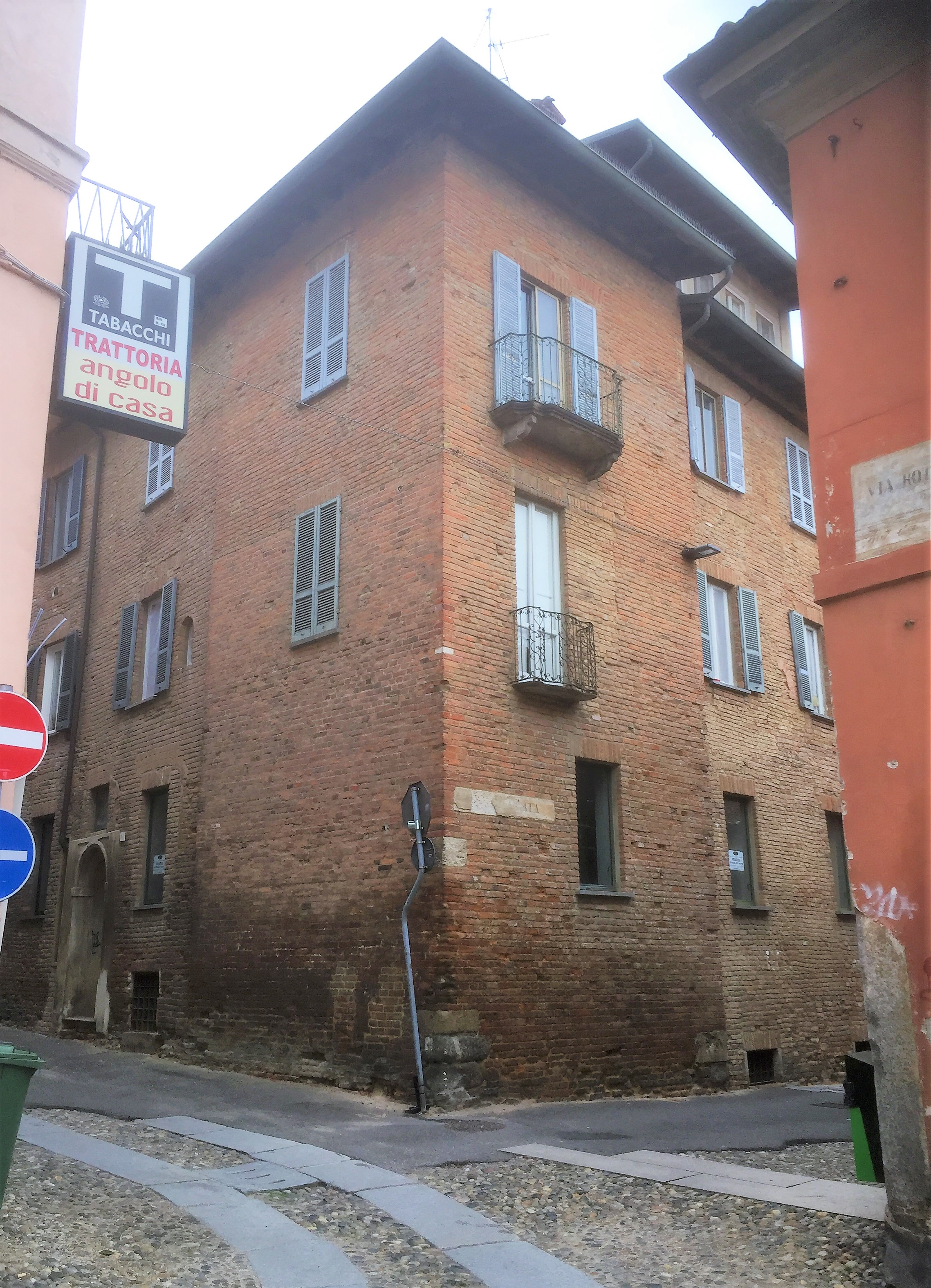
La torre in via Frank, angolo via Cardano
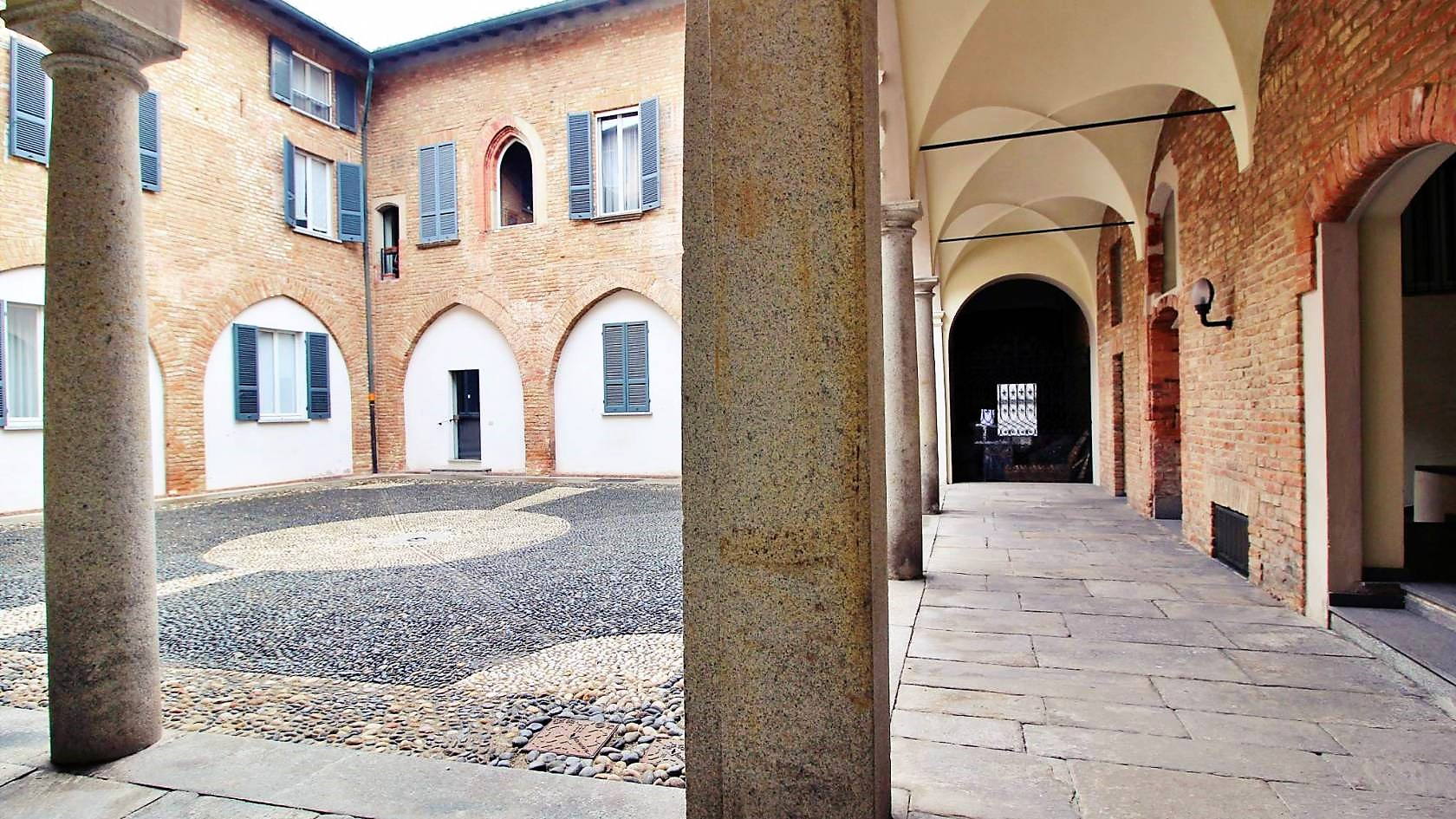
Il cortile meridionale.
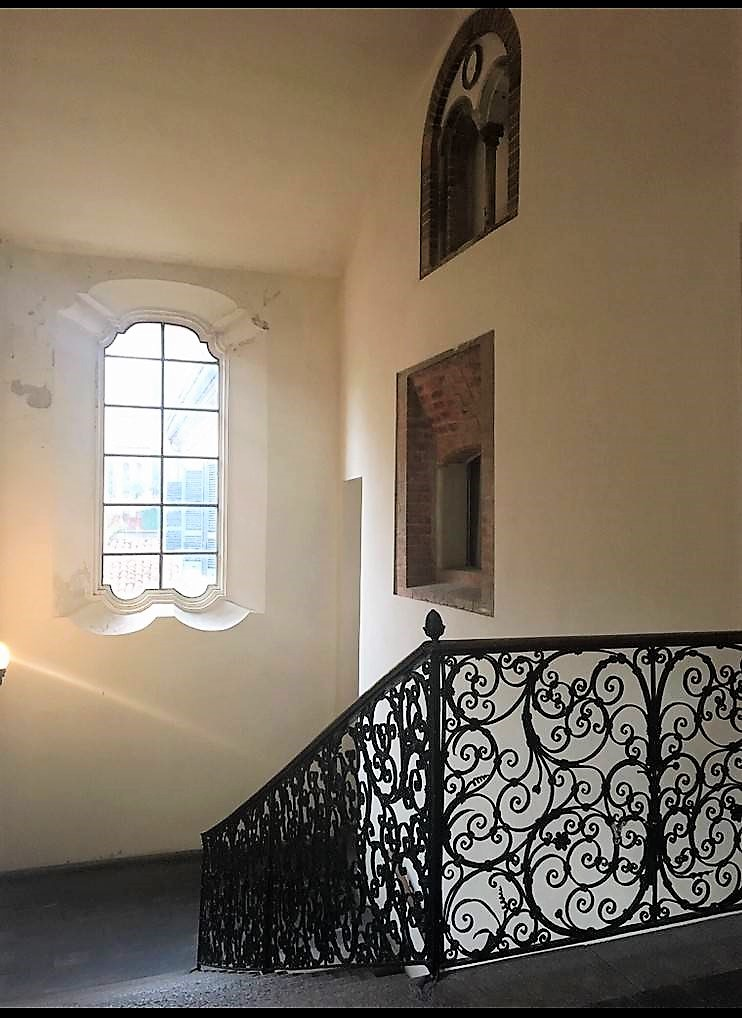
La scala settecentesca, che ingloba aperture di età medievale.